# 로쿠고 마사나가
로쿠고 마사나가(일본어: 六郷政長, 1706년 ~ 1754년 9월 21일)는 일본 에도 시대의 다이묘로, 데와노쿠니 혼조 번의 5대 번주이다. 어릴적 이름은 조노스케(長之助)로, 관위는 종5위하, 단고노카미, 이가노카미이다.
호에이 3년(1706년) 혼조 번의 4대 번주 로쿠고 마사하루의 둘째 아들로 태어났다. 교호 11년(1726년) 9월, 형인 로쿠고 마사후사가 병약하다는 이유로 폐적됨에 따라, 마사나가가 세자 자리에 올랐다. 교호 20년(1735년) 윤3월 2일, 아버지 마사하루가 은거하자 번주직을 계승하였다. 호레키 4년(1754년) 8월 5일, 49세로 사망하였다. 동생 마사카게(政蔭)의 맏아들인 마사시게가 양자가 되어 그 뒤를 이었다.
| 전임 로쿠고 마사하루 | 제5대 혼조 번 번주 1735년 ~ 1754년 | 후임 로쿠고 마사시게 |